# Oudemans (cratère martien)
Pour les articles homonymes, voir Oudemans.
Le cratère Oudemans est un cratère d'impact de 124 km de diamètre, situé à l'extrémité orientale de Noctis Labyrinthus et centré par 9,133° S, 268,033° E.